# Malostankovské vresovisko
Malostankovské vresovisko je přírodní památka v katastrálním území obce Trenčianske Stankovce v okrese Trenčín v Trenčínském kraji na Slovensku. Území bylo vyhlášeno v roce 1987 a jeho rozloha je 2,87 hektaru. Předmětem ochrany je oligotrofní vřesoviště s výskytem ohrožených druhů organismů.